# Reignwood LPGA Classic
De Reignwood LPGA Classic is een jaarlijks golftoernooi voor vrouwen, dat deel uitmaakt van de LPGA Tour. Het toernooi werd opgericht in 2013 en vindt sindsdien plaats op de Pine Valley Golf Resort & Country Club in Peking, China.
Het toernooi wordt over vier dagen gespeeld in een strokeplay-formule en na de tweede dag wordt de cut toegepast.

## Golfbanen
| Jaar  | Golfbaan                               | Plaats | Info                |
| ----- | -------------------------------------- | ------ | ------------------- |
| 2013- | Pine Valley Golf Resort & Country Club | Peking | Baanrecord: 64 (-9) |

## Winnaressen
| Jaar | Winnares      | Score | Score | Info |
| ---- | ------------- | ----- | ----- | ---- |
| 2013 | Shanshan Feng | 266   | –26   |      |
| 2014 | Mirim Lee     | 277   | –15   |      |

| Toernooirecord |  | po = winnares na play-off |